# Ólafsfjörður
Ólafsfjörður é uma localidade na Islândia. Em 2018 tinha uma população de cerca de 791 habitantes.